# ويليام د. بيشوب
ويليام د. بيشوب (بالإنجليزية: William D. Bishop)‏ هو سياسي أمريكي، ولد في 14 سبتمبر 1827 في الولايات المتحدة، وتوفي في 4 فبراير 1904 في بريدجبورت في الولايات المتحدة بسبب التهاب الشغاف. حزبياً، نشط في الحزب الديمقراطي. وقد انتخب عضو مجلس ولاية كونيتيكت وانتخب عضو مجلس نواب كونيتيكت وانتخب عضو مجلس النواب الأمريكي.